# Rhyssemus algiricus marqueti
Rhyssemus algiricus marqueti é uma subespécie de insetos coleópteros polífagos pertencente à família Aphodiidae.
A autoridade científica da subespécie é Lucas, tendo sido descrita no ano de 1846.
Trata-se de uma subespécie presente no território português.